# 3. SS-Panzer-Division Totenkopf
De SS-Division Totenkopf ("doodshoofd"), ook bekend als 3. SS-Totenkopf-Division Panzergrenadier en 3. SS-Panzer-Division Totenkopf, was een van de 38 divisies van de Waffen-SS tijdens de Tweede Wereldoorlog. De divisie bestond in eerste instantie voor het grootste deel uit manschappen afkomstig uit de SS-Totenkopfverbände. Voorafgaand aan het bereiken van de status van divisie was de formatie bekend als Kampfgruppe Eicke.

## Formatie en operatie Fall Gelb
De SS Totenkopf Division werd opgericht in oktober 1939 en werd samengesteld uit concentratiekampbewakers van de eerste (‘’Oberbayern’’), 2e (‘’Brandenburg’’) en 3e (‘’Thüringen’’) ‘’Standarten’’ (regimenten) van de SS-Totenkopfverbände en soldaten van de SS-Heimwehr Danzig. De divisie had officieren van de SS-Verfügungstruppe (SS-VT), van wie velen hadden gevochten in Polen. De divisie stond onder bevel van SS-Obergruppenführer Theodor Eicke. Tijdens de Slag om Frankrijk was de divisie in het algemeen uitgerust met op Tsjechië veroverde wapens.
Nadat ze de Poolse Veldtocht had gemist, werd de divisie aanvankelijk in reserve gehouden tijdens de aanval op Frankrijk en de Lage Landen in mei 1940. Toch werd ze op 16 mei naar het front in België gestuurd. De Totenkopf-soldaten vochten fanatiek, maar leden zware verliezen.
Aan de naam van de divisie zijn verschillende oorlogsmisdaden verbonden. Binnen een week na de eerste inzet van de divisie schoot de 4e Kompanie, 1ste Abteilung, onder bevel van SS-Obersturmführer Fritz Knöchlein, in Lestrem 97 van 99 Britse officieren en leden van het Royal Norfolk Regiment die zich hadden overgegeven, met machinegeweren dood; twee overleefden. Na de oorlog werd Knöchlein berecht door een Britse rechtbank en in 1948 veroordeeld wegens oorlogsmisdaden. Hij kreeg de doodstraf en werd opgehangen.
Totenkopf kwam een aantal keren in actie tijdens de Slag om Frankrijk. In het noordoosten van Cambrai nam de divisie 16.000 Fransen gevangen. Terwijl ze vervolgens probeerde door te breken naar de kust kwam ze een grote Brits-Franse strijdmacht tegen die ze maar met moeite tot staan kon brengen. De divisie dreigde in paniek te raken, moest terugvallen op antitank-artillerievuur, en werd ternauwernood gered door de tussenkomst van duikbommenwerpers van de Luftwaffe. Vervolgens leed ze zware verliezen bij het innemen van het kanaal van La Bassée. Ze stuitte op verdere zware weerstand bij Béthune en Cambrai. Ten tijde van de Franse capitulatie was ze in de buurt van de Spaanse grens, waar ze bleef tot april 1941. Tijdens de campagne leed de divisie zware verliezen, waaronder 300 officieren. Vervangende manschappen werden geleverd; dit keer via de reguliere Waffen-SS. Er werden ook luchtverdedigings- en artilleriebataljons toegevoegd aan de divisie.

## Operatie Barbarossa

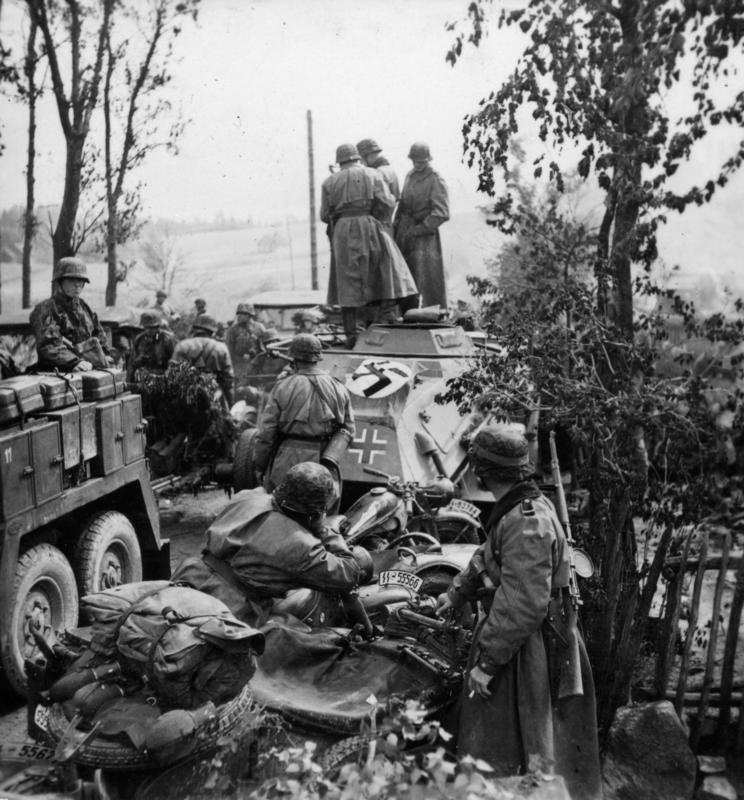
Gemotoriseerde troepen van de divisie in september 1941

De divisie werd in april 1941 onderdeel van de Heeresgruppe Nord en nam vanaf juni deel aan Operatie Barbarossa, de inval in de Sovjet-Unie. Totenkopf rukte op door Litouwen en Letland, brak in juli door de Stalinlinie, en trok op naar Leningrad waar de divisie in augustus bij hevige gevechten was betrokken. Tijdens het Russische tegenoffensief in de winter van 1942 raakte de divisie maandenlang omsingeld bij Demjansk. In april lukte het uit te breken. De divisie verloor 80% van haar sterkte, en werd eind oktober 1942 naar Frankrijk gestuurd om opnieuw te worden opgebouwd. Daar deed Totenkopf mee aan Operatie Anton, de militaire bezetting van Vichy-Frankrijk.

## Commandanten[2]
| Commandant                                     | Begindatum        | Einddatum         |
| ---------------------------------------------- | ----------------- | ----------------- |
| SS-Obergruppenführer Theodor Eicke             | 1 november 1939   | 7 juli 1941       |
| SS-Obergruppenführer Matthias Kleinheisterkamp | 7 juli 1941       | 18 juli 1941      |
| SS-Obergruppenführer Georg Keppler             | 18 juli 1941      | 19 september 1941 |
| SS-Obergruppenführer Theodor Eicke             | 19 september 1941 | 26 februari 1943  |
| SS-Gruppenführer Hermann Priess                | 26 februari 1943  | 27 april 1943     |
| SS-Gruppenführer Heinz Lammerding              | 27 april 1943     | 15 mei 1943       |
| SS-Gruppenführer Max Simon                     | 15 mei 1943       | 22 oktober 1943   |
| SS-Gruppenführer Hermann Priess                | 22 oktober 1943   | 21 juni 1944      |
| SS-Brigadeführer Hellmuth Becker               | 21 juni 1944      | 8 mei 1945        |

## Samenstelling[1]

#### 16 oktober 1939
- 1 SS-Totenkopf-Infanterie-Regiment
- 2 SS-Totenkopf-Infanterie-Regiment
- 3 SS-Totenkopf-Infanterie-Regiment
- SS-Totenkopf-Aufklarüngs-Bataillon
- SS-Totenkopf-Panzerabwehr-Bataillon
- SS-Totenkopf-Artillerie-Regiment
- SS-Totenkopf-Pioneer-Bataillon
- SS-Totenkopf-Nachrichten-Bataillon

Gedurende de winter van 1939, werd het 4 SS-Totenkopf-Artillerie-Regiment toegevoegd aan de divisie (dit was een zware bataljon).

#### Toegevoegd in 1942
- SS-Totenkopf-Flak-Battalion
- SS-Totenkopf-Feldersatz-Battalion
- Thule Schützen Regiment

In november 1942, na zware verliezen aan het Oostfront, werd de divisie verplaatst naar Frankrijk en opnieuw uitgerust. Het werd gereorganiseerd in de SS-Totenkopf-Panzer-Grenadier-Division en de 3 SS-Panzer-Division-Totenkopf:
- 1 SS-Panzer-Grenadier-Regiment-Totenkopf
- 2 SS-Panzer-Grenadier-Regiment-Totenkopf
- 3 Panzer-Regiment SS-Panzer-Grenadier
- Aufklarüngs-Bataillon
- Flak-Bataillon
  - Batterie 1-4
- Panzerjäger-Bataillon
- Sturmgeschütz-Bataillon
  - Batterie 1-4
- Nachrichten-Bataillon
- Pioneer-Bataillon

## Onderscheidingen
- Zie Lijst van onderscheidingen 3. SS-Panzer-Division Totenkopf